# Heartache Medication
Heartache Medication — третий студийный альбом американского кантри-музыканта Джона Парди, который вышел 27 сентября 2019 года на лейбле Capitol Nashville. После успеха своего второго студийного альбома California Sunrise (2016) Парди вновь объединился с сопродюсером Бартом Батлером и привлек Райана Гора к работе над новым материалом для своего следующего кантри-альбома, в котором традиционное содержание вызывало грустные эмоции, но в то же время дарило слушателю хорошее настроение. Heartache Medication породил три сингла: заглавный трек (его третий кантри-хит номер один), «Ain’t Always the Cowboy» и «Tequila Little Time». Делюксовая версия вышла 2 октября 2020 года.
Альбом получил положительные отзывы от музыкальных критиков, которые часто хвалили продюсирование и лирическое содержание. Альбом достиг второго места в кантри-чарте Top Country Albums и № 11 в американского хит-параде Billboard 200, получил платиновую сертификацию в США.

## История
В конце 2018 года, завершив летний тур с Люком Брайаном, Парди объявил, что не торопится выпускать новую музыку, но в новом году от него стоит ожидать новых композиций. В то время он намекнул на песню, написанную и, возможно, с участием кантри-звезды Миранды Ламберт.
Через день после появления в финале сезона 2019 года шоу American Idol Парди анонсировал альбом. Его главный сингл, заглавный трек, был выпущен 20 мая 2019 года. В преддверии релиза альбома были также представлены три дополнительных трека — «Ain’t Always the Cowboy», «Me and Jack» и «Tequila Little Time».
Перед выходом альбома Парди заявил, что назвал альбом Heartache Medication, потому что он содержит грустные темы, призванные в то же время заставить слушателя чувствовать себя хорошо.

## Отзывы
| Оценки критиков | Оценки критиков |
| Источник        | Оценка          |
| --------------- | --------------- |
| AllMusic        | [ 8 ]           |

Heartache Medication получил положительные отзывы от музыкальных критиков.
Обозреватель AllMusic Стивен Томас Эрлевайн похвалил Парди за то, что тот использовал формулу California Sunrise для создания трек-листа, наполненного одами и отсылками к традиционному кантри, и не поддался «сентиментальной полосе или собственному музыкальному консерватизму», заключив: «Все эти песни показывают, что традиционализм Парди гибок, и эти тонкие изящные ноты помогают сделать Heartache Medication лучшим старомодным мейнстримовым кантри-альбомом 2019 года».

## Коммерческий успех
Heartache Medication дебютировал в Billboard 200 на 11 месте и на втором месте в чарте Top Country Albums с 34 000 экземпляров, 23 000 из которых — чистые продажи альбома. Основной чарт Billboard 200 он покинулиз его топ-100 на неделе 2 ноября 2019 года, проведя в чарте одиннадцать недель. По состоянию на март 2020 года в США было продано 52 500 копий альбома, а всего по состоянию на февраль 2020 года — 161 000 экземпляров. В Канаде альбом дебютировал и занял 18-е место в чарте Canadian Albums за неделю 11 октября.

## Список композиций
| №                   | Название                                                | Автор(ы)                                            | Длительность |
| ------------------- | ------------------------------------------------------- | --------------------------------------------------- | ------------ |
| 1.                  | «Old Hat»                                               | Jeff Hyde Matt Jenkins Ryan Tyndell                 | 3:14         |
| 2.                  | «Heartache Medication»                                  | Jon Pardi Barry Dean Natalie Hemby                  | 3:29         |
| 3.                  | «Nobody Leaves a Girl Like That»                        | Bart Butler Marv Green Jimmy Yeary                  | 3:29         |
| 4.                  | «Ain't Always the Cowboy»                               | Brandon Kinney Josh Thompson                        | 3:40         |
| 5.                  | «Me and Jack»                                           | Pardi Rhett Akins Butler Luke Laird                 | 4:51         |
| 6.                  | «Don't Blame It on Whiskey» (при участии Lauren Alaina) | Eric Church Michael P. Heeney Laird Miranda Lambert | 3:42         |
| 7.                  | «Tied One On»                                           | Butler Chase McGill Jamie Paulin                    | 3:05         |
| 8.                  | «Oughta Know That»                                      | Pardi Butler Laird                                  | 3:49         |
| 9.                  | «Tequila Little Time»                                   | Pardi Akins Laird                                   | 3:27         |
| 10.                 | «Buy That Man a Beer»                                   | Clint Daniels Justin Lantz John Pierce              | 3:15         |
| 11.                 | «Call Me Country»                                       | Pardi Butler Driver Williams                        | 3:49         |
| 12.                 | «Just Like Old Times»                                   | Pardi Hyde Heeney                                   | 3:31         |
| 13.                 | «Love Her Like She's Leaving»                           | Butler Dean Dillon Jessie Jo Dillon                 | 3:11         |
| 14.                 | «Starlight»                                             | Pardi Butler Jeffrey Steele                         | 3:21         |
| Общая длительность: | Общая длительность:                                     | Общая длительность:                                 | 49:53        |

| №                   | Название                                    | Автор(ы)                             | Длительность |
| ------------------- | ------------------------------------------- | ------------------------------------ | ------------ |
| 15.                 | «Bar Downtown»                              | Thompson Josh Osborne Matt Dragstrem | 3:23         |
| 16.                 | «Beer Light»                                | Pardi Hyde Brice Long                | 3:23         |
| 17.                 | «Ain't Always the Cowboy» (Western Version) | Kinney Thompson                      | 4:14         |
| Общая длительность: | Общая длительность:                         | Общая длительность:                  | 60:53        |

## Чарты
| Чарт (2019)                        | Высшая позиция |
| ---------------------------------- | -------------- |
| Australian Digital Albums (ARIA)   | 17             |
| Канада (Canadian Albums Chart)     | 18             |
| США (Billboard 200)                | 11             |
| США (Billboard Top Country Albums) | 2              |

| Чарт (2019)                       | Позиция |
| --------------------------------- | ------- |
| US Top Country Albums (Billboard) | 59      |

| Чарт (2020)                       | Позиция |
| --------------------------------- | ------- |
| US Top Country Albums (Billboard) | 29      |

| Чарт (2021)                       | Позиция |
| --------------------------------- | ------- |
| US Top Country Albums (Billboard) | 63      |

## Сертификации
| Регион                                                                      | Сертификация | Продажи |
| --------------------------------------------------------------------------- | ------------ | ------- |
| Канада (Music Canada)                                                       | Золотой      | 40 000  |
| США (RIAA)                                                                  | Золотой      | 500 000 |
| Данные о продажах + прослушиваниях приведены только на основе сертификации. |              |         |